# Heinrich Hermanns

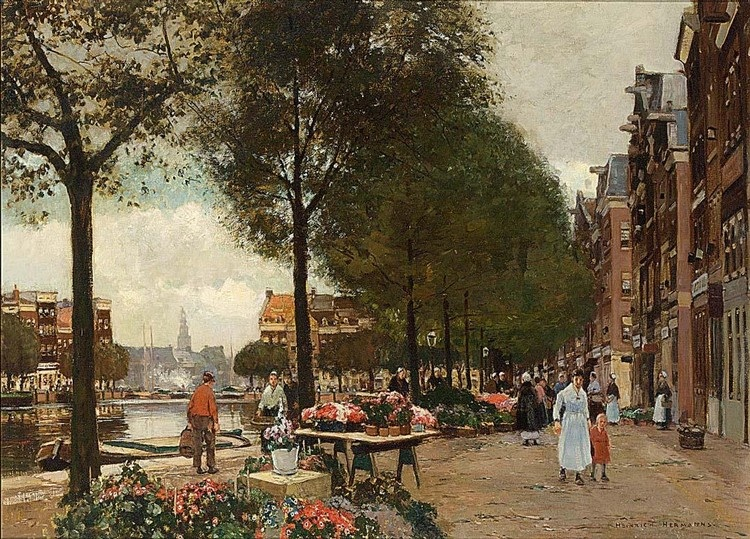
Bloemenmarkt in Amsterdam met zicht op de Munttoren.

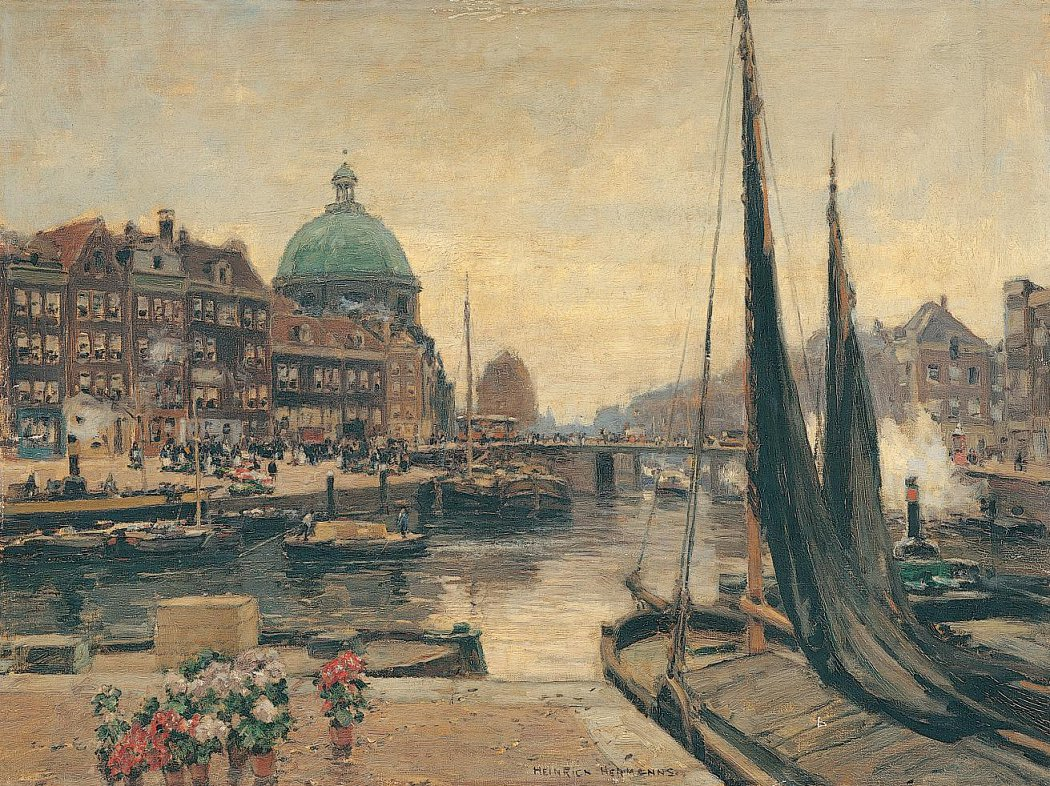
Gezicht op Amsterdam, Poesjkinmuseum.

Heinrich Hermanns (Düsseldorf, 19 mei 1862 - aldaar, 21 december 1942) was een Duits kunstschilder. Hij schilderde vaak in Nederland en specialiseerde zich in die periode in markt- en kadescènes.

## Leven en werk
Hermanns studeerde aan de Kunstakademie Düsseldorf, onder Eugen Dücker. In 1889 was hij met Eugen Kampf en Helmuth Liesegang een van de oprichters van de "Lukas-club", later ondergebracht bij de "Freie Vereinigung Düsseldorfer Künstler", met kunstenaars die zich lieten inspireren door de Haagse School en de School van Barbizon. Aanvankelijk schilderde hij vooral landschappen en strandgezichten in Noordwest Duitsland en Nederland. Later maakte hij vooral stadstaferelen, in het bijzonder markt- en kadescènes, in een stijl die het midden hield tussen het impressionisme en de romantiek, met veel aandacht voor sfeer en lichtwerking. Hermanns was erg reislustig. Met name in de periode tussen 1887 (toen nog als leerling van Dücker) en 1914 verbleef hij veelvuldig in Nederland, met name in Amsterdam en Dordrecht. Ook werkte hij in Katwijk aan Zee. Op latere leeftijd specialiseerde hij zich meer in de architectuurschilderkunst.
Hermanns overleed in 1942 op 80-jarige leeftijd. Veel van zijn werk bevindt zich in privébezit, maar bijvoorbeeld ook het Poesjkinmuseum in Moskou heeft een Gezicht op Amsterdam van zijn hand in haar collectie.

## Noot
1. ↑  Hermanns reisde ook naar Italië. Frankrijk en Spanje.

- Gemeinsame Normdatei: 116744049
- International Standard Name Identifier: 0000 0000 6675 1051
- RKD-Nederlands Instituut voor Kunstgeschiedenis: 37798
- Union List of Artist Names: 500025678
- Virtual International Authority File: 13066541
- WorldCat: E39PBJfRykBY3xKgDT6gbxpMfq